# 皮卡喬 (亞利桑那州)
皮卡喬為美國亞利桑那州皮納爾縣的非建制地區與普查规定居民点。2010年人口普查中該地區人口有471人。
皮卡喬鄰近10號州際公路，坐落於埃洛伊東南方、皮卡喬峰州立公園西北方。皮卡喬設有郵政局，1881年設立，其郵區編號為85241。此地區係以皮卡喬峰（Picacho Peak）為名，其名稱「Picacho」為西班牙文，意指「山峰」。

## 人口
根據2010年美國人口普查，皮卡喬人口有471人，其中男性有256人，女性有215人，住房185幢，住戶167戶。地區內的白人有281人，非裔美國人有6人，美洲原住民有12人，亞裔美國人有0人，太平洋島裔美國人有0人，其他種族有139人，混血種族則有33人。此外地區內有294人為西班牙裔或拉丁裔美國人。此地區之年齡中位數為41.2歲，而男性年齡中位數為37.5歲，女性年齡中位數為44.3歲。

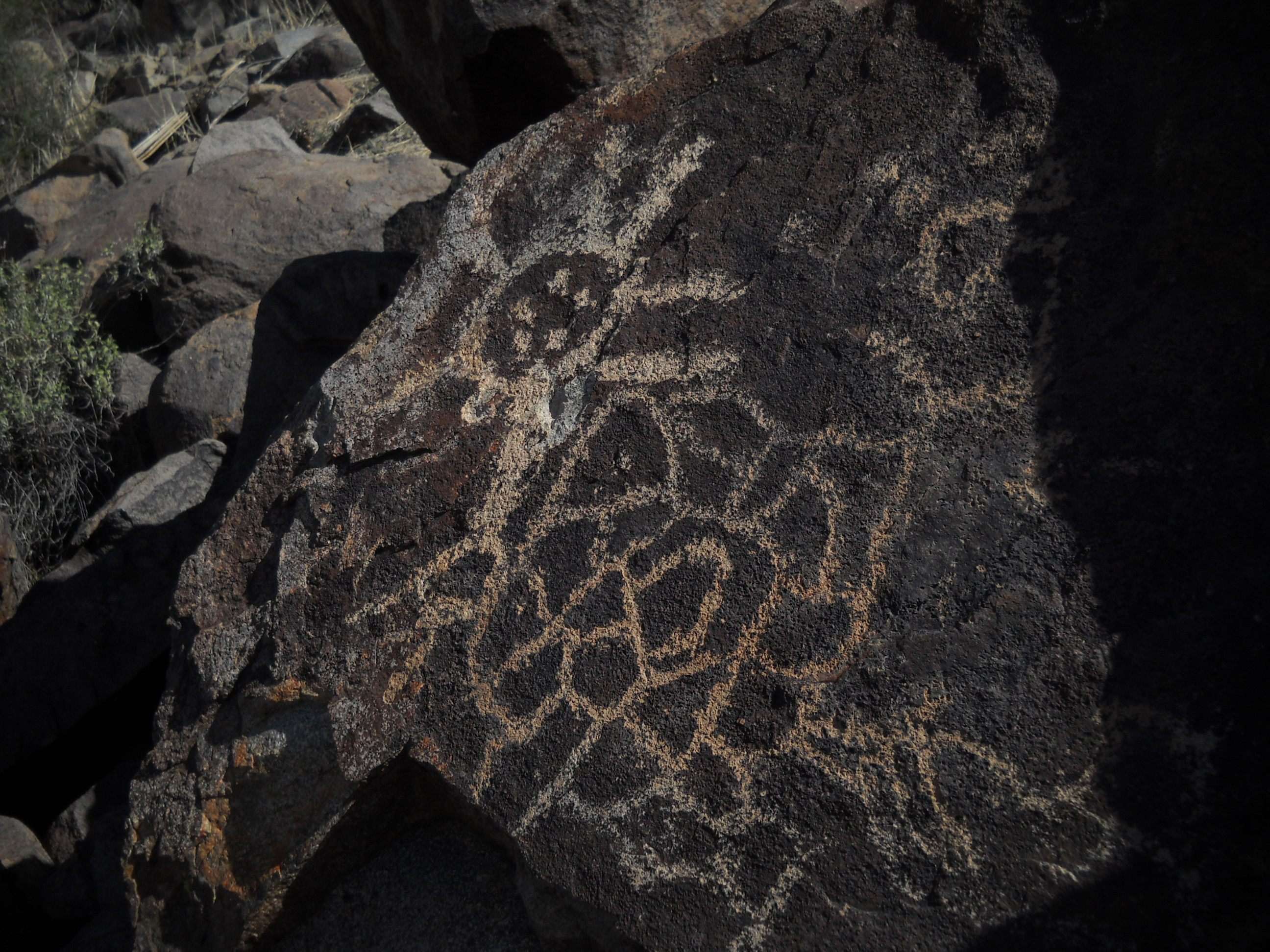
皮卡喬峰州立公園內的岩刻